# Wniebowzięcie Najświętszej Maryi Panny (obrazy Michaela Willmanna)

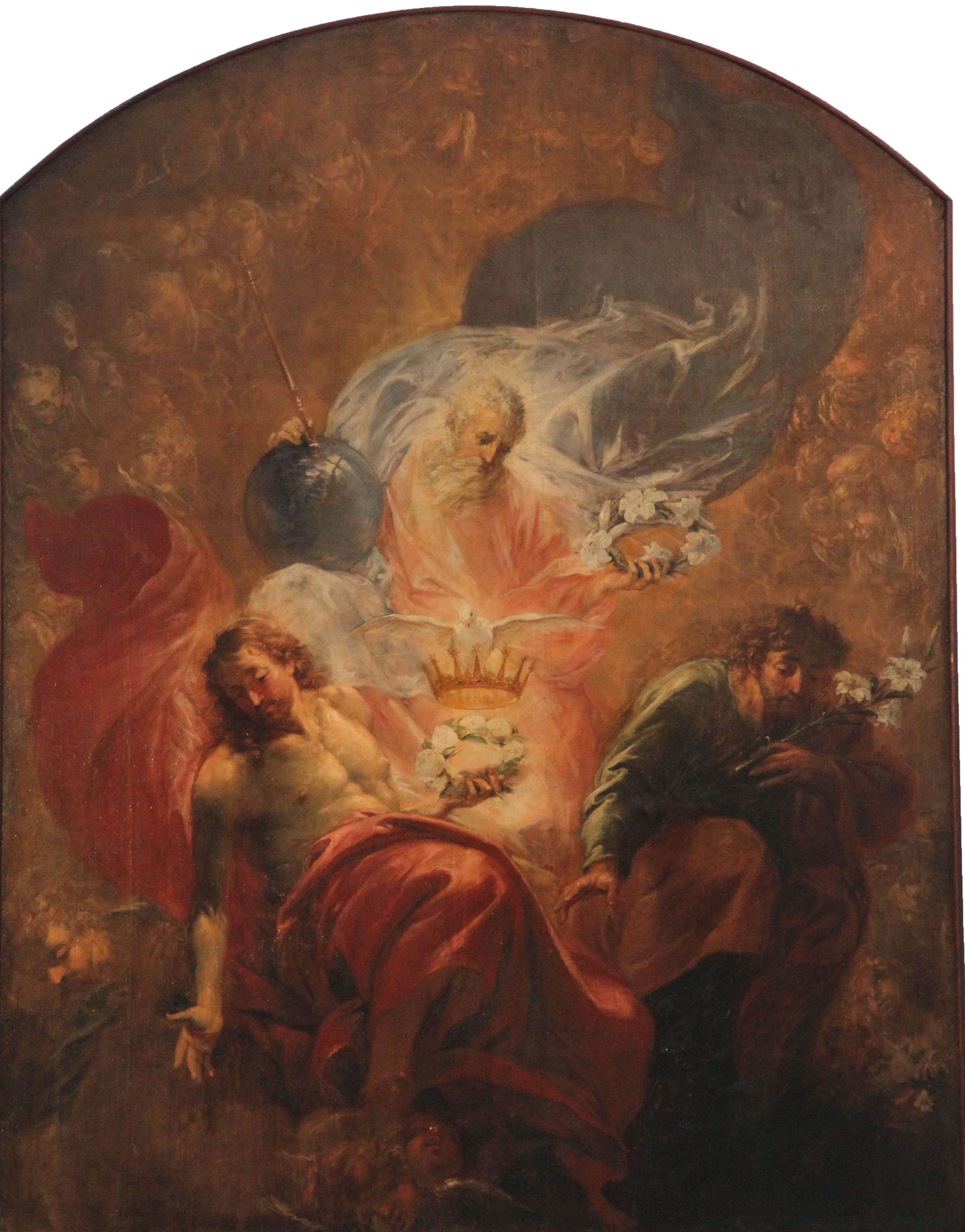
Michael Willmann, Oczekiwanie na Marię (1681), 318,5 × 247 cm, kościół św. Mikołaja Biskupa i Męczennika w Tarczynie – ikonograficzne dopełnienie Wniebowzięcia NMP

Wniebowzięcie NMP – kilka obrazów ołtarzowych śląskiego malarza barokowego Michaela Willmanna, których pierwowzór, pochodzący z opactwa Cystersów w Lubiążu, znajduje się obecnie w kościele pw. św. św. Piotra i Pawła w Warszawie.

## Pierwowzór
Pierwowzorem kilku różnych wersji Willmannowskiego Wniebowzięcia Najświętszej Marii Panny był monumentalny obraz pochodzący z dolnej kondygnacji dawnego ołtarza głównego w kościele klasztornym w Lubiążu, który wypełniał wschodnią ścianę prezbiterium. W ołtarzu znajdowały się jeszcze trzy in. obrazy: Oczekiwanie na Marię w górnej kondygnacji nastawy oraz dwa przedstawienia na drewnianych drzwiach ołtarzowych: Aarona (prawa bramka) i Melchizedecha (lewa bramka). Dwukondygnacyjne i trójosiowe retabulum wzniesione zostało przez warsztat Matthiasa Steinla, austriackiego rzeźbiarza i architekta, który pracował w Lubiążu w latach 70. XVII w. Ołtarz powstał na zamówienie opata Johannesa Reicha w ramach kompleksowej barokizacji wnętrza kościoła klasztornego, przeprowadzanej od 1672 po zniszczeniach wojny trzydziestoletniej. On też opracował jego program ikonograficzny w oparciu o kazania św. Bernarda z Clairvaux na temat biblijnej „Pieśni nad Pieśniami”. Obrazował on ideę wniebowzięcia Marii jako mistycznych zaślubin Marii Oblubienicy z Chrystusem Oblubieńcem. W dolnej scenie Matka Chrystusa po zmartwychwstaniu z grobu unosi się ku górze, natomiast zaskoczeni i jednocześnie uradowani apostołowie otaczają pusty sarkofag. Na obrazie z górnej kondygnacji osoby Trójcy Świętej oraz św. Józef z kwiatem lilii w dłoni oczekują na zdążającą ku nim Marię. Nad nimi widnieje gołębica Ducha Świętego, trzymająca przeznaczoną dla niej złotą koronę Niebiańskiej Królowej. Całości patronuje w górnej partii obrazu postać Boga Ojca z wieńcem z białych lilii w lewej dłoni.
Kompozycja lubiąskiego Wniebowzięcia powstała w oparciu o umiejętnie przekształcony miedzioryt Paulusa Pontiusa według Petera Paula Rubensa o tym samym temacie z 1624 r., który Willmann kilkakrotnie wykorzystywał również w innych swoich dziełach.

Graficzne pierwowzory
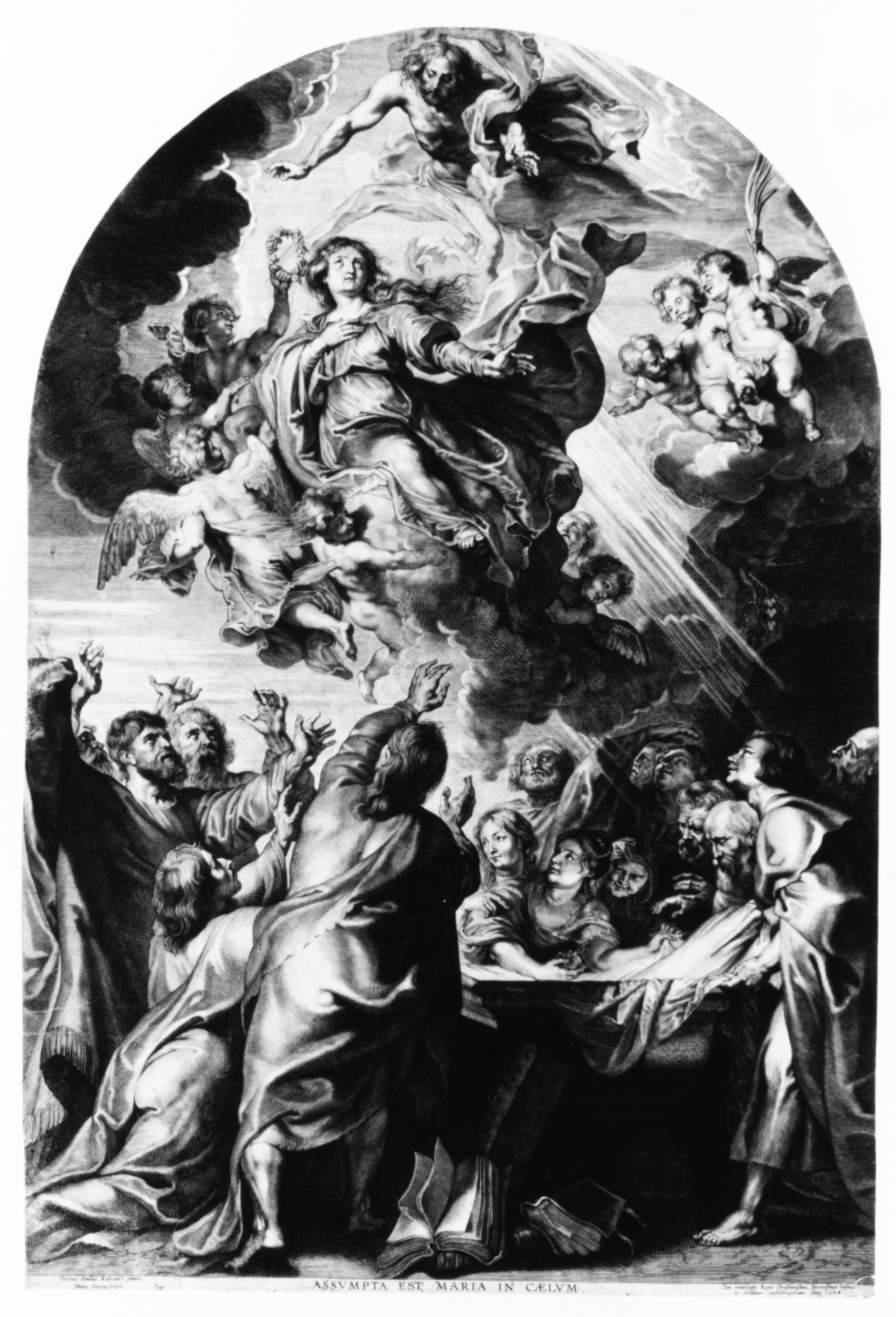
Paul Pontius wg Petera Paula Rubensa, Wniebowzięcie NMP (1624), 64.4 × 44.1 cm, miedzioryt, Metropolitan Museum of Art
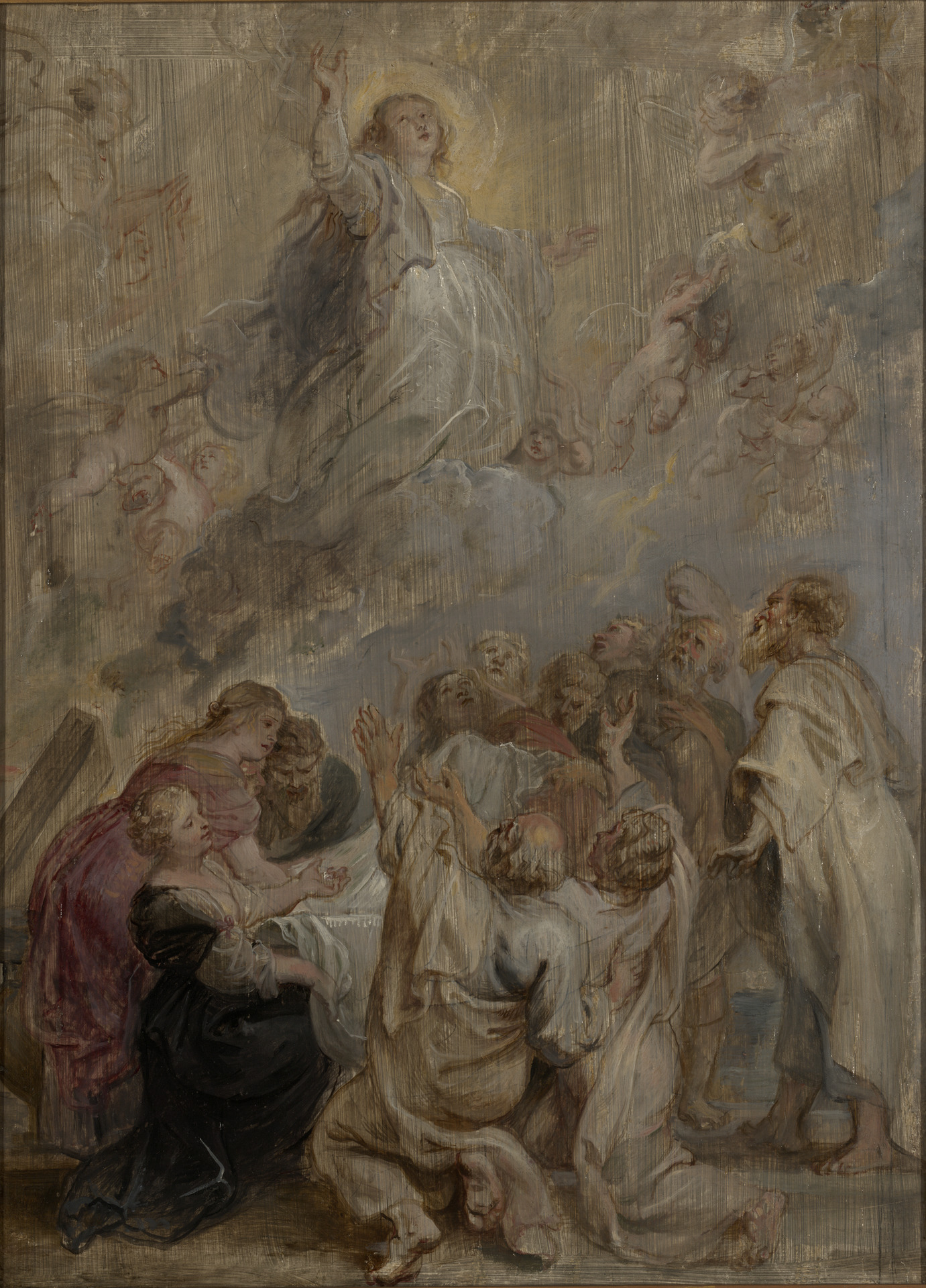
Peter Paul Rubens, Wniebowzięcie NMP (1636-1638), 56 × 40,5 cm, Yale University Art Gallery
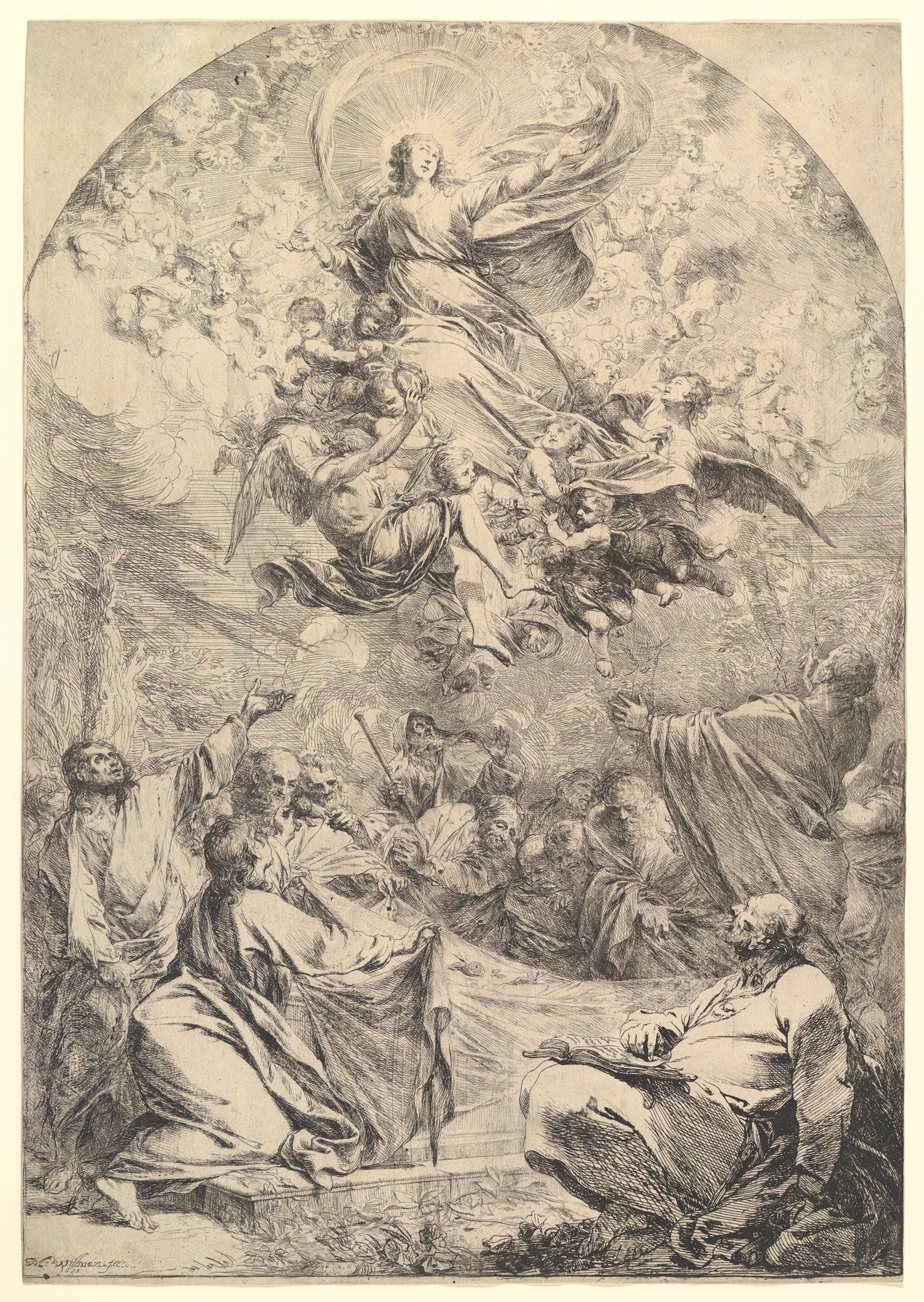
Michael Willmann, Wniebowzięcie NMP (1683), 47,6 × 33,3 cm, akwaforta, Metropolitan Museum of Art

## Inne wersje tematu
W oparciu o lubiąski prototyp Willmann namalował jeszcze kilka wersji tematu:
- Wniebowzięcie NMP – 223 × 170 cm, Siciny, kościół parafialny pw. św. Marcina
- Wniebowzięcie NMP – 1685-1690, 128 × 79 cm, Trzebnica, kościół klasztorny Cysterek pw. św. św. Jadwigi i Bartłomieja Apostoła
- Wniebowzięcie NMP – ok. 1688, 162 × 92 cm, Jawor, kościół parafialny pw. św. Marcina
- Wniebowzięcie NMP – 1695-1700, 182,5 × 123,5 cm, Kościół św. Wawrzyńca w Przychowej
- Wniebowzięcie NMP – 1692, 520 × 335 cm, Zdziar nad Sazawą, kościół parafialny pw. Wniebowzięcia NMP, ołtarz główny
- Wniebowzięcie NMP – 1705, ok. 520 × 320 cm, Kamieniec Ząbkowicki, kościół parafialny pw. Wniebowzięcia NMP i św. Jakuba Starszego, ołtarz główny

Wniebowzięcie NMP, które znajduje się obecnie w kościele parafialnym pw. św. Marcina w Jaworze, umieszczone zostało jako dolny obraz ołtarza bocznego pw. Wniebowzięcia NMP. W górnej kondygnacji znajduje się jego dopełnienie Koronacja NMP przez Trójcę Świętą. Pod względem kompozycyjnym oba obrazy wzorowane były na wielkoformatowym pierwowzorze z Lubiąża oraz niemal analogicznym ujęciu tematu w obrazie ołtarza bocznego w kościele klasztornym Cysterek w Trzebnicy.
Obrazy do ołtarza głównego w kościele klasztornym Cystersów pw. Wniebowzięcia NMP w Zdziarze nad Sazawą zostały wykonane na zlecenie miejscowego opata Edmunda Wagnera zw. Bagnerem. Ze względu na prestiżowy charakter zamówienia malarz wykonał całą serię rysunków i malarskich studiów postaci poszczególnych apostołów. W stosunku do lubiąskiego pierwowzoru w zdziarskim Wniebowzięciu NMP (dolny obraz ołtarza) Willmann rozbudował widniejącą w centralnej części obrazu partię pejzażową, natomiast w Oczekiwaniu na Marię (obraz w górnej kondygnacji) usunął przedstawienie Boga Ojca, eksponując postać stojącego Chrystusa z koroną.
Obrazy do monumentalnego ołtarza głównego w kościele cysterskim w Kamieńcu Ząbkowickim zamówił jego ówczesny opat Gerhard Woiwode. Zachował się rysunek przygotowawczy do obrazu z 1704 r. (387 × 233 mm). Opat zaaprobował projekt zamówionego malowidła. Nakazał jedynie usunięcie widniejącego nad wizerunkiem Marii gołębicy Ducha Świętego. Wielkoformatowe Wniebowzięcie NMP, które powstało na rok przed śmiercią artysty, umieszczone zostało w dolnej kondygnacji nastawy. W centrum kompozycji ukazana została Maria odziana w białą suknię i niebieski płaszcz. Powyżej unosi się chór aniołów z gałązkami palmowymi w ręku, wyśpiewujący jej chwałę. Akompaniuje im orkiestra anielska. Od lubiąskiego pierwowzoru malowidło odróżnia brak w dolnej części płótna aniołów zgromadzonych wokół pustego sarkofagu oraz rozbudowana dolna partia przedstawiająca grupę muzykujących aniołów.

## Kopie i naśladownictwa
Dwa lata po namalowaniu obrazu (1683) Willmann wykonał w technice akwaforty wielkoformatową reprodukcję (480 × 342 mm) lubiąskiego pierwowzoru, która rozpowszechniona w setkach odbitek, przyczyniła się do wielkiej popularności dzieła. Wniebowzięcie stało się jednym z najczęściej kopiowanych i parafrazowanych dzieł Willmanna na obszarze Śląska, Moraw i Czech. Powstało ok. trzydziestu kopii, naśladownictw i parafraz arcydzieła z Lubiąża. Malowali go m.in.: Jan Krzysztof Liszka (Osek, 1696; Praga, ok. 1700), Georg Wilhelm Neunhertz (Jemielnica, 1734), Johann Jacob Eybelwieser (Owczary Śląskie; Lwówek Śląski, 1721), Johann Claessens (Schönberg koło Ellwangen w Szwabii, 1715), Jeremias Josef Knechtel (Modliszewo), Johann Philipp Kretschmer (Wschowa), Petr Brandl (Sedlec, 1728), Anton Ernst Beyer (Cieszyn, 1743), Philipp Christian Bentum (Prudnik, 1740; Trzebnica, 1748). Według Willmannowskiego wzorca w kościele jezuickim w Nysie wykonana została także stiukowa rzeźba (1690–1691).